# Escola Superior de Ciências da Saúde
A Escola Superior de Ciências da Saúde (ESCS) é uma instituição de ensino superior pública brasileira da Universidade do Distrito Federal (UnDF) e localizada na capital federal, Brasília. 
Possui 2 campi, um situado na Asa Norte, onde oferece o curso de medicina, e outro em Samambaia, onde oferece o curso de enfermagem. Também oferece pós-graduação lato sensu e stricto sensu, além de programas de residência médica e multiprofissional.

## História
A ESCS foi fundada em 11 de abril de 2001, dentro da estrutura da Secretaria de Estado de Saúde do Distrito Federal (SES-DF), juntamente com sua mantenedora, a Fundação de Ensino e Pesquisa em Ciências da Saúde (FEPECS), com a finalidade de ministrar, desenvolver e aperfeiçoar o ensino-aprendizagem das ciências da saúde, mediante cursos de graduação, pós-graduação, pesquisa e extensão, apoiar as atividades de pesquisa da área da saúde, no âmbito da SES/DF e em parceria com outras instituições.
Em 2007, a ESCS foi uma das 8 instituições de medicina do Brasil que obteve nota máxima no ENADE, sendo a mais bem colocada escola de medicina do Distrito Federal.
Em 26 de julho de 2021, pela lei complementar nº 987/2021, foi criada à Universidade do Distrito Federal Jorge Amaury. Desde então a ESCS encontra-se em processo de integração à UnDF nos termos do Decreto Nº 43.321, de 16 de maio de 2022.

## Estrutura

### Metodologia de ensino
O curso de graduação em medicina da ESCS foi delineado de acordo com as diretrizes nacionais curriculares, mediante a adoção de um modelo pedagógico caracterizado por três princípios: aprendizagem centrada no estudante, ensino baseado em problemas, e orientação à comunidade, permitindo que o estudante saia do papel de receptor passivo de informações para o de agente, principal responsável por seu aprendizado, nos moldes da didática construtivista. Essa metodologia é conhecida como metodologia ativa, onde existe duas abordagens problematizadoras: a pedagogia da problematização e a aprendizagem baseada em problema (ABP).
O novo conceito curricular do curso de graduação em medicina está assentado em 3 grandes eixos:
- Módulos temáticos, que preceitua que os conteúdos devem ser aprendidos sob a forma de problemas;
- Habilidades e atitudes, que faz com que alunos aprendam procedimentos clínicos e cirúrgicos mais frequentes e também treinem a abordagem que deve ser feita ao doente e sua família, e;
- Interação ensino-serviços-comunidade, onde o estudante aprende a trabalhar com sua comunidade e a valorizar a rede básica de saúde onde está inserido.

### Cenários de ensino
Durante os 6 anos do curso de medicina e os 4 anos do curso de enfermagem, os alunos, sob supervisão, são inseridos precocemente em atividades práticas em serviços de saúde, incluindo maioria dos hospitais da SES-DF e múltiplas unidades básicas de saúde.
Além dos laboratórios próprios de anatomia, histologia, simulação e informática nos campi da Asa norte e Samambaia. 
Tendo a Fundação de Ensino e Pesquisa em Ciências da Saúde (FEPECS) como mantenedora. Entidade da administração indireta do Governo do Distrito Federal, com personalidade jurídica de direito público, de caráter científico tecnológico e de educação profissional em saúde, sem fins lucrativos. A FEPECS é um órgão vinculado à Secretaria de Estado de Saúde do Distrito Federal (SES-DF) e mantenedora também da Escola Técnica de Saúde de Brasília (Etesb) e Escola de Aperfeiçoamento do Sistema Único de Saúde (EAP-SUS)

### Ingresso de estudantes
Desde 2016, o ingresso passou a ser realizado somente pelo SISU, sistema de seleção a partir das notas dos candidatos no ENEM. para ambos os cursos oferecidos medicina e enfermagem. Com regime anual a ESCS oferece 80 vagas/ano para cada curso, sendo 60% (48) destinadas a ampla concorrência e 40% (32) a estudantes de escolas públicas.

## Rankinge avaliações
No ranking do MEC de 2011, A ESCS obteve o quarto melhor rendimento entre todos os cursos de medicina do país no Exame Nacional de Desempenho de Estudantes (ENADE), feito pelos alunos. Atingiu uma nota de 4,48, obtendo o conceito máximo no arredondamento de notas, e ocupando a 1° posição no ranking de faculdades de medicina do DF. 
No ranking atualizado das melhores faculdades de medicina do Brasil de 2019 segundo o MEC, a ESCS manteve sua posição em 1° lugar entre as faculdades de medicina do DF, recebendo o conceito no Enade de 3,7935 e ocupando a 39° posição entre todos as faculdades de medicina do Brasil.